# Shadowgun: Deadzone
Shadowgun: Deadzone est un jeu vidéo tchèque de 2012. Il s'agit d'un spin-off de Shadowgun (2011), qui comprend le mode multijoueur du jeu. Le jeu est sorti pour iOS, Android, Windows, Mac OS et Facebook,. 

## Description
Le jeu propose les modes Deathmatch et Zone Control, chacun avec ses propres cartes de jeu. Dans le premier mode, les joueurs jouent les uns contre les autres, et dans le second, ils sont divisés entre les Shadowguns et les Mutants. Les deux équipes tentent de contrôler toutes les zones de l'autre. Le jeu vous permet d'inviter des amis dans le jeu ou d'acheter des articles tels que des armes, des bombes et des kits médicaux à partir du menu. 

### ComZone
ComZone est une version différente de Shadowgun: Deadzone. Dans cette version, il y a de nouvelles cartes, des armes, etc. 